# Руско-турски ратови
Руско-турски ратови је назив за серију ратова које су водили Руско и Османско царство од краја 16. вијека до Октобарске револуције. Била је то једна од најдужих серија војних сукоба у европској историји. Осим Рата 1710–1713. и Кримског рата, који се често третира као засебан догађај, сукоби су се завршили катастрофално за Османско царство; насупрот томе, они су показали успон Русије као европске силе након модернизацијских напора Петра Великог почетком 18. века.
|     | Рат                                       | Резултат                                 |
| --- | ----------------------------------------- | ---------------------------------------- |
| 1.  | Руско-турски рат 1568—1570.               | Руска победа                             |
| 2.  | Руско-кримски рат 1571—1572.              | Руска победа                             |
| 3.  | Руско-турски рат 1676—1681.               | Неодлучно                                |
| 4.  | Руско-турски рат 1686—1700.               | Руска победа                             |
| 5.  | Руско-турски рат 1710—1713.               | Османска победа                          |
| 6.  | Руско-турски рат 1735—1739.               | Руска победа; аустријски пораз           |
| 7.  | Руско-турски рат 1768—1774.               | Руска победа                             |
| 8.  | Руско-турски рат 1787—1792.               | Руска победа                             |
| 9.  | Руско-турски рат 1806—1812.               | Руска победа                             |
| 10. | Руско-турски рат 1828—1829.               | Руска победа                             |
| 11. | Руско-турски рат 1853—1856. (Кримски рат) | Османско-савезничка победа               |
| 12. | Руско-турски рат 1877—1878.               | Руска победа                             |
| 13. | Први светски рат: Кавказка кампања        | Мир у Брест-Литовску: распад два царства |

## Историја

### Раздобље 1568–1767
Први Руско-турски рат (1568–1570) догодио се након што је руски цар Иван Грозни освојио Казањ и Астрахан. Османски султан Селим II покушао је да истисне Русе из доње Волге тако што је 1569. послао војну експедицију у Астрахан. Турска експедиција завршила се катастрофом за Османску војску, која није могла да заузме Астрахан и скоро је потпуно изгинула у степама, док је османска флота је разбијена у Азовском мору. Мировни уговор између две стране је зацементирао руска освајања на Волги, али је омогућио Отоманском царству да добије низ комерцијалних погодности. Османски вазал, Кримски канат, наставио је своју експанзију против руског царства, али је поражен у бици код Молодија 1572.
Следећи сукоб између Русије и Турске почео је 100 година касније у оквиру борбе за територију Украјине. Док је Русија освојила Левообалну Украјину после Руско-пољског рата (1654−1667), Отоманско царство је током Пољско-османског рата (1672−1676) проширило своју власт на читаву Деснообалну Украјину са подршком њеног вазала, Петра Дорошенка (1665–1672). Његова проосманска политика изазвала је незадовољство многих украјинских козака, који су 1674. изабрали Ивана Самојловича за јединог хетмана целе Украјине. Године 1676, руске трупе су заузеле Чигирин и збациле Дорошенка, који је био прогнан у Русију. Османска војска је 1677. покушала да поврати Чигирин, али је поражена. Османска војска је 1678. коначно успела да заузме Чигирин после крвавог напада. Али на овоме је заустављена османска експанзија на североисток.. Током 1679–80, Руси су одбили нападе кримских Татара и потписали Бахчисарајски уговор 13. јануара 1681. којим је успостављена руско-турска граница на реци Дњепар.

### Након 1768-1792
Јануара 1769. турско-татарска војска од 70.000 војника предвођена кримским каном Киријем Гирејем пробила је дубоко у фронт, на земљу централне Украјине. Значајан број људи био је поробљен од стране кримских Татара, Турака и Ногаја. Њихов напад је успешно одбио гарнизон тврђаве Свете Јелисавете. Након чега су трупе Руске империје успеле да преузму контролу над обалом Црног и Азовског мора, а у великој мери и Кримом, захваљујући томе су нестала бројна тржишта робља .